# Kochsvej
Kochsvej er en sidegade på Frederiksberg i København, der går fra Frederiksberg Allé i nord til Vesterbrogade i syd.
Området hvor gaden ligger var en del af handelsgartner F.J. Kochs gartneri indtil midten af 1880'erne. Gaden blev anlagt, da han begyndte at udstykke grunden til medlemmer af det bedre borgerskab til brug for villabyggeri. Gaden blev navngivet officielt i 1885. De sidste dele af gartneriet på den østlige side af gaden forsvandt i 1895. På det tidspunkt var man gået fra byggeri af villaer til etageejendomme. Gaden er dog stadig præget af blandingen af de to forskellige hustyper.

## Bygninger og beboere
De to ældste huse er betydeligt ældre end gaden. Nr. 3 blev opført for musiklærer Adolph Lund efter tegninger af Bernhard Seidelin i 1852. Nr. 5A ved siden af er fra 1867. Nr. 24 blev opført for F.J. Koch selv efter tegninger af Julius Schmidth i 1898. Nr. 18 blev tegnet af Thorvald Jørgensen og er noteret af Kulturarvstyrelsen med bevaringsværdi 3. London Toast Theatre har kontor her.
De to store villaer i nr. 30 og 32 blev begge opført i 1901 efter tegninger af H.P.N. Hedemann. De gør sig begge bemærket ved deres renæssancestil med tårne og spir. Nr. 30 husede tidligere Plejehjemmet Lotte. Privatskolen Frederik Barfods Skole, der stammer fra 1834, har til huse i de tre villaer i nr. 32-36.
Hjørneejendommen Kochsvej 44-46 / Vesterbrogade 176 blev opført i 1888 af murermester O. Strassen. Hjørneejendommen Kochsvej 35-37 / Vesterbrogade 174 overfor blev opført i 1899 af murermester P. Christensen. Hjørneejendommen Frederiksberg Allé 53/Kochsvej 2 i den anden ende af gaden blev tegnet af Ole Boye og Ludvig Andersen.
Den lange etageejendom i nr. 21-33 blev opført i 1897-1901 efter tegninger af Johannes Zehngraff i historicistisk stil. Historikeren Anna Hude boede i stuen i nr. 29 fra 1907 til 1909. Skuespilleren Paul Hagen boede på 3. sal i samme opgang fra 1955 til 1958. De to etageejendomme i nr. 7-11 og nr. 13 blev begge opført i 1898 efter tegninger af Julius Bagger, ligeledes i historicistisk stil. Nr. 15 fra 1897 er også i historicistisk stil. Opfinderen Jacob Ellehammer boede i stueetagen i nr. 11, efter at han flyttede til København fra Nykøbing Falster, og efterfølgende i nr. 15 fra 1905 til 1918.
Etageejendommen nr. 6-8 blev opført i 1905 efter tegninger af C.W. Christiansen i rokokostil.